# Ґурсько (Західнопоморське воєводство)
Ґурсько (пол. Górsko) — село в Польщі, у гміні Постоміно Славенського повіту Західнопоморського воєводства.
Населення — 88 осіб (2011).
У 1975-1998 роках село належало до Слупського воєводства.

## Демографія
Демографічна структура станом на 31 березня 2011 року:
|          | Загалом | Допрацездатний вік | Працездатний вік | Постпрацездатний вік |
| -------- | ------- | ------------------ | ---------------- | -------------------- |
| Чоловіки | 42      | 12                 | 29               | 1                    |
| Жінки    | 46      | 8                  | 28               | 10                   |
| Разом    | 88      | 20                 | 57               | 11                   |